# Llengües sinítiques
El que es coneix generalment per xinès és un grup d'idiomes (llengües sinítiques) que pertany a la família de llengües sinotibetanes. Encara que la majoria de xinesos veuen les varietats parlades com un mateix idioma, les variacions en la llengua parlada són comparables a les diferències entre les llengües romàniques (per exemple, el català i el francès), i aquesta identificació alguns lingüistes i sinologistes la consideren inapropiada.
L'escriptura xinesa, però, ha canviat molt més lentament que la llengua parlada i, per tant, manté molta més uniformitat. Cal fer notar, tanmateix, que la forma escrita del xinès, tot i que s'ensenya i s'usa entre parlants de totes les llengües xineses, es basa en el mandarí i no és neutral en relació amb les varietats del xinès. Hi ha formes escrites de cantonès i min que difereixen de l'estàndard, reflectint diferències del mandarí en el vocabulari i la gramàtica.
Vora una cinquena part de la població del món parla alguna forma de xinès com a llengua materna. Això fa que sigui la llengua amb més nombre de parlants nadius del món. El llenguatge xinès, parlat en forma d'estàndard mandarí (普通话), és l'idioma oficial (官方语言) de la República Popular de la Xina (中华人民共和国) i la República de la Xina (Taiwan), un dels quatre idiomes oficials de Singapur, i un dels sis idiomes oficials de les Nacions Unides.
És una llengua del grup sinotibetà, originària de la Xina, on la parla la gran majoria de la població. A meitat dels anys noranta tenia uns 1.220 milions de parlants arreu del món, dels quals uns 1.200 habitaven a la República Popular de la Xina, on el mandarí és llengua oficial. També era oficial a l'antiga colònia britànica de Hong Kong (integrada a la Xina el 1997) i a Taiwan. Fora de la Xina el parlen uns 20 milions de persones, dues terceres parts de les quals són al Sud-est asiàtic, sobretot a Tailàndia, Indonèsia i el Vietnam. A la resta del món, les colònies més nombroses se'n concentren als Estats Units.

## Denominacions
A més del zhōngwén hi ha altres denominacions autòctones per a l'idioma xinès. A la República Popular de la Xina (RPX) també s'utilitza el nom hànyǔ (汉语 / 漢語, 'llengua dels hàn'). D'altra banda, la forma culta normalitzada de la llengua es denomina normalment pǔtōnghuà (普通话 / 普通話, 'parla comuna') a la Xina, mentre que a Taiwan se la coneix com a guóyǔ (国语 / 國語, 'llengua nacional'). Un tercer terme per a referir-se a la llengua estàndard és huáyǔ (华语 / 華語, 'llengua xinesa'), utilitzat sobretot a Singapur, Malàisia i altres zones del Sud-est asiàtic; tant «guóyǔ» com «huáyǔ» són termes oficials per a la llengua en aquests estats. Per tant, aquests dos termes són ambigus; mentre que «pǔtōnghuà» es refereix només a la varietat culta del mandarí oficial en la RPX, «guóyǔ» i «huáyǔ» es poden referir o a totes les llengües xineses, o a varietats estandarditzades del mandarí.
En català, de manera general, s'utilitza el terme «xinès» per a referir-se a la llengua estàndard, tot i que a vegades s'usa el terme mandarí per a referir-se a aquest idioma si se la vol distingir de les altres llengües xineses. Les denominacions «mandarí» o «pǔtōnghuà» s'han d'utilitzar amb compte, ja que també poden referir-se als dialectes mútuament intel·ligibles que es parlen al nord, al centre i al sud-oest de la Xina.

## Llengües o dialectes

Mapa dels diferents parlars xinesos

Tradicionalment, els xinesos han anomenat «dialectes» (方言, fāngyán) el que és en realitat una família de llengües amb diferències entre si semblants a les que hi pot haver entre les diverses llengües romàniques. En qualsevol cas, convé distingir aquests idiomes pròpiament xinesos de la resta de llengües parlades a la Xina, com el tibetà o l'uigur, per exemple.
Hi ha diferents classificacions de les variants del xinès segons com sigui d'estricte el criteri d'intel·ligibilitat mútua, un punt que resulta difícil de definir. Una classificació que s'usa habitualment és aquesta:
- Mandarí (北方話 / 北方话, běifānghuà, 'parla del nord'), 885 milions de parlants (847,8 com a primera llengua); altres noms nadius n'inclouen pǔtōnghuà (普通话), literalment 'parla comuna'; guóyǔ (国语 / 國語), 'llengua nacional'; i huáyǔ (华语 / 華語), 'llengua dels xinesos'. El bloc dialectal mandarí és el més estès, al centre, al sud-oest, al nord-oest, al nord-est xinès, raó per la qual actualment serveix de base per a definir la llengua estàndard. A causa de la important extensió que assoleix aquest bloc dialectal, n'hi ha diverses variacions regionals.
- Jin (晉語 / 晋语), 45 milions, hi ha qui el considera una varietat dialectal del mandarí.
- Wu (吳語 / 吴语), 77,2 milions.
- Hui (徽語 / 徽语), 4,6 milions, potser un dialecte de la llengua wu.
- Min (閩語 / 闽语), 70 milions; el min és un grup de dialectes. El min del sud és el més estès a la diàspora xinesa al sud-est asiàtic.
- Cantonès o yue (粵語 / 粤语), 55 milions, és la llengua de Hong Kong i de Macau, i la llengua majoritària dels xinesos emigrats a Europa i Amèrica.
- Ping (平話 / 平话), 2 milions, abans considerat un dialecte yue, però actualment totes dues llengües constitueixen oficialment el subgrup ping-yue.
- Xiang o hunanès (湘語 / 湘语), 36 milions.
- Hakka o kejia (客家語 / 客家语), 34 milions.
- Gan (贛語 / 赣语), 31 milions (20,6 com a primera llengua).

El dungan, parlat a Àsia central, és una varietat del mandarí, però no se'l considera pròpiament xinès pel fet que s'escriu en alfabet ciríl·lic i perquè els dungans, establerts fora de la Xina, no són considerats ètnicament xinesos.
Atès que moltes llengües xineses no tenen formes estàndards, és difícil de determinar amb certesa quines varietats constitueixen llengües pròpies i quines són dialectes d'altres. És comú tractar el ping com un dialecte del cantonès, i el jin com un dialecte del mandarí. La qüestió de distingir entre «llengua» i «dialecte» no la pot resoldre la lingüística, i per això és impossible determinar objectivament quantes llengües comprèn el grup xinès.

## Descripció gramatical
Aquesta secció tracta de totes les llengües xineses. La discussió específica del mandarí pertany al seu propi article.
Les llengües xineses són exemples molt clars de llengües analítiques: en xinès, les funcions gramaticals s'indiquen per morfemes lliures, i no amb flexió (a diferència de la majoria de llengües europees, com ara el català o l'alemany). Les llengües xineses, per tant, no marquen la concordança entre, per exemple, substantius i verbs, ni entre adjectius i substantius. No marquen el cas gramatical, el gènere o el temps verbal. El nombre gramatical no és marcat excepte en els pronoms personals i rarament en substantius amb referents humans. Com es pot veure en l'exemple-1 i 2 el xinès usualment no marca el temps gramatical en el verb, sinó que aquesta informació està en els adverbis de temps («ahir», «avui», «demà», etc.). La marca de perfecte s'aplica tant al passat (exemple-1) com al futur:
Exemple-1: Wŏ zuótiān xià le kè yĭhòu qù kàn diànyĭng
我昨天下了课以后去看电影
jo ahir acabar PERF lliçó anar veure pel·lícula
'Ahir, quan va acabar la classe, vaig anar a veure una pel·lícula'
Exemple-2: Wŏ míngtiān xià le kè yĭhòu qù kàn diànyĭng
我明天下了课以后去看电影
jo demà acabar PERF lliçó anar veure pel·lícula
'Demà, quan acabi la classe, aniré a veure una pel·lícula'
Els idiomes xinesos tenen un ordre canònic de subjecte-verb-objecte o «SVO», però l'ordre d'una frase típicament s'organitza amb tema i rema. Això vol dir que és comú que un locutor comenci la frase amb un constituent considerat el tema; el rema, el comentari sobre el tema, després. Aquest moviment pot afectar tant l'objecte com el subjecte. En llengües humanes, els fenòmens sintàctics que permeten el moviment del tema d'una frase són comuns, però en xinès aquest moviment és la regla i no l'excepció, i per això el xinès s'anomena una llengua «tema prominent», un tret compartit amb moltes altres llengües properes.

### Monosíl·labs en xinès
El xinès, a vegades, ha estat qualificat de «llengua monosil·làbica», però això no és veritat, particularment en les varietats xineses septentrionals, com ara el mandarí i el jìn. És cert que hi ha una tendència que els morfemes només tinguin una síl·laba, amb poques excepcions, en tota varietat de xinès. En el xinès clàssic, gairebé totes les paraules eren monomorfèmiques, compostes de només una unitat amb significat, amb el resultat que les paraules polisíl·labes eren rares.
En els idiomes xinesos moderns, tanmateix, les paraules compostes són molt comunes. Els dialectes septentrionals en particular es caracteritzen per la freqüència de paraules bisíl·labes, particularment en les paraules lèxiques (categoria de paraules que no fan funció gramatical).

### Fonologia del xinès
En general, una síl·laba en un idioma xinès té un nucli d'una vocal simple (un monoftong), un diftong, o en algunes varietats, un triftong. (Alguns, com ara el cantonès, permeten síl·labes d'una única consonant, /m/ o /ŋ/.) El nucli és precedit per un atac opcional, seguit per una coda opcional. Les codes són restringides a certes consonants: alguns idiomes xinesos permeten /p/, /t/, /k/, /m/, /n/, /ŋ/, i /ʔ/, però d'altres no permeten oclusives en aquesta posició; el mandarí i el wǔ, per exemple, només permeten /n/ o /ŋ/. La tendència general afavoreix síl·labes obertes, és a dir, síl·labes sense coda, que acaben amb vocal. Les llengües xineses modernes no permeten grups consonàntics, excepte en el cas marginal d'una combinació inicial de consonant i semivocal. No hi ha grups consonàntics en la coda en cap idioma xinès. Hom creu que els grups consonàntics eren comuns en el xinès arcaic, i que el sistema de tons que caracteritza les llengües xineses modernes tingué l'origen en la simplificació d'aquests grups, preservant distincions audibles entre síl·labes.
Totes les llengües xineses són tonals. El nombre de tons varia; n'hi ha quatre en el mandarí estàndard, i només tres en algunes varietats septentrionals. Les varietats meridionals en solen tenir més; el cantonès en té sis o set, segons el dialecte específic, i algunes varietats de mǐnnán tenen nou tons distints. La llengua wǔ, tanmateix, n'és una excepció: té només dos tons, que formen el que podria ser descrit com un sistema d'accent tonal (com el de japonès o sànscrit), i no un sistema de tons vertader.
En general, les llengües xineses no distingeixen els sons sonors dels sords. L'excepció n'és la varietat wǔ, que manté la distinció que existia en el xinès medieval entre consonants sonores, sordes i aspirades. Les altres varietats de xinès només distingeixen entre consonants sordes no aspirades i sordes aspirades; això reflecteix una tendència general a perdre els sons del xinès medieval, un fenomen que ha resultat en un gran grau d'homofonia en el xinès modern.
L'inventari del xinès mandarí estàndard modern ve donat per (entre <> es dona la transcripció ortogràfica utilitzada en el sistema pīnyīn):
|            | Bilabial | Bilabial | Labiodental | Labiodental | Alveolar | Alveolar  | Retroflexa | Retroflexa | Alveolopalatal | Alveolopalatal | Velar    | Velar    |
| ---------- | -------- | -------- | ----------- | ----------- | -------- | --------- | ---------- | ---------- | -------------- | -------------- | -------- | -------- |
| Nasal      | m < m >  | m < m >  |             |             | n < n >  | n < n >   |            |            |                |                | ŋ < ng > | ŋ < ng > |
| Oclusiva   | p < b >  | pʰ < p > |             |             | t < d >  | tʰ < t >  |            |            |                |                | k < g >  | kʰ < k > |
| Africada   |          |          |             |             | ts < z > | tsʰ < c > | ʈʂ <zh>    | ʈʂʰ <ch>   | tɕ < j >       | tɕʰ < q >      |          |          |
| Fricativa  |          |          | f < f >     | f < f >     | s < s >  | s < s >   | ʂ < sh >   | (ʐ)¹ < r > | ɕ < x >        | ɕ < x >        | x < h >  | x < h >  |
| Aproximant |          |          |             |             | l < l >  | l < l >   | ɻ¹ < r >   | ɻ¹ < r >   | j < y >        | ɥ < -ü >       | w < w >  | w < w >  |

### Mesuradors
Les llengües xineses, com altres llengües d'Àsia oriental, incloent-hi el coreà, el japonès, el tailandès, i el vietnamita, empren un sistema de mesuradors juntament amb els numerals per a quantificar un objecte, i els demostratius (paraules com «aquest» i «aquell»). El numeral o demostratiu precedeix el mesurador, que precedeix el substantiu. Hi ha dotzenes de mesuradors, associats amb classes d'objectes; per exemple, zhāng (张 / 張) s'usa amb coses planes, com ara el paper, taules o llits. Gè (个 / 個) és el mesurador més comú, usat amb substantius que es refereixen a persones i amb qualsevol altre substantiu si es desconeix el mesurador adequat.
Sintàcticament, els mesuradors són equivalents a unitats de mesura, com ara «quilo» o «metre». Per exemple, «un quilo de taronges» es tradueix a «一公斤橙» yì gōngjīn chéng, literalment, «un quilo taronja». La sintaxi d'aquesta frase és exactament equivalent a «一张桌子» yì zhāng zhuōzi, literalment, «una làmina taula».

## Xinès escrit
L'escriptura del xinès fa ús de diversos principis, entre aquests l'ús de caràcters amb interpretació fonètica i caràcters amb interpretació semàntica o lexical (logogrames). El xinès escrit rep a vegades el nom de llengua literària hàn (xinès). L'escriptura del xinès (cal·ligrafia xinesa) es caracteritza per usar caràcters hàn, que en català es denominen sovint sinogrames. El conjunt de sinogrames no constitueix un alfabet pròpiament dit sinó un sistema aproximadament logosil·làbic, en el qual cada caràcter és un concepte abstracte de la vida real que va concatenant paraules i oracions. Alguns dels sinogrames tenen, com s'ha dit, un origen fonètic i estan relacionats amb el so de la paraula mentre que d'altres són determinatius semàntics.

### Idioma clàssic
La moderna llengua escrita és completament diferent del xinès clàssic escrit. La llengua escrita actual està molt a prop de la llengua parlada, a diferència del que succeïa fa segles, quan la llengua escrita se seguia basant en l'antic xinès, mentre que la llengua vernacla, per un procés de canvi lingüístic, era totalment diferent al xinès antic. A l'edat mitjana el xinès clàssic tenia un paper semblant al llatí medieval en l'alta edat mitjana europea, era una llengua culta diferent de les llengües vernacles parlades. Els especialistes en escriptura usaven per a gairebé totes les comeses la llengua clàssica i no la seva pròpia llengua vernacla parlada.
L'antiga llengua escrita en català s'anomena xinès clàssic. Té la seva pròpia gramàtica i forma de ser llegida, les quals són diferents de l'idioma parlat. S'utilitzava oficialment a la zona del Vietnam, Corea, Xina, Japó, parcialment a Mongòlia i en algunes zones del centre i el sud-est d'Àsia avui en dia. Per exemple, Kojiki al Japó i Samguk Sagi a Corea. Considerant que els dialectes dels han fonèticament són força diferents, abans del segle xx la forma escrita era més important per a la comunicació entre les zones diferents de la Xina i d'arreu.

### Sistemes d'escriptura: caràcters xinesos
El caràcter xinès (anomenat hànzì 漢字 / 汉字 en xinès i kanji en japonès) té alhora una dimensió fonètica i una de logogràfica, de manera que les paraules s'escriuen amb un o la suma de diversos caràcters, a diferència de les escriptures purament fonètiques, en què cada mot es compon de grafies que representen sons. Es calcula que el xinès estandarditzat té 20.000 caràcters, amb els quals escriu el seu vocabulari, força més extens.
- Xinès tradicional: usat a Taiwan, Hong Kong i Macau (fins a la incorporació a la RPX).[15]
- Xinès simplificat: usat en gairebé tota la Xina continental i a Singapur i Malàisia, on té la qualificació de llengua cooficial.

El japonès, que des del segle IV dEC va adoptar els caràcters xinesos (kanji) com a part de la seva escriptura, fa servir el xinès tradicional, amb algunes variacions esporàdiques resultants de l’evolució de la llengua.

### Història

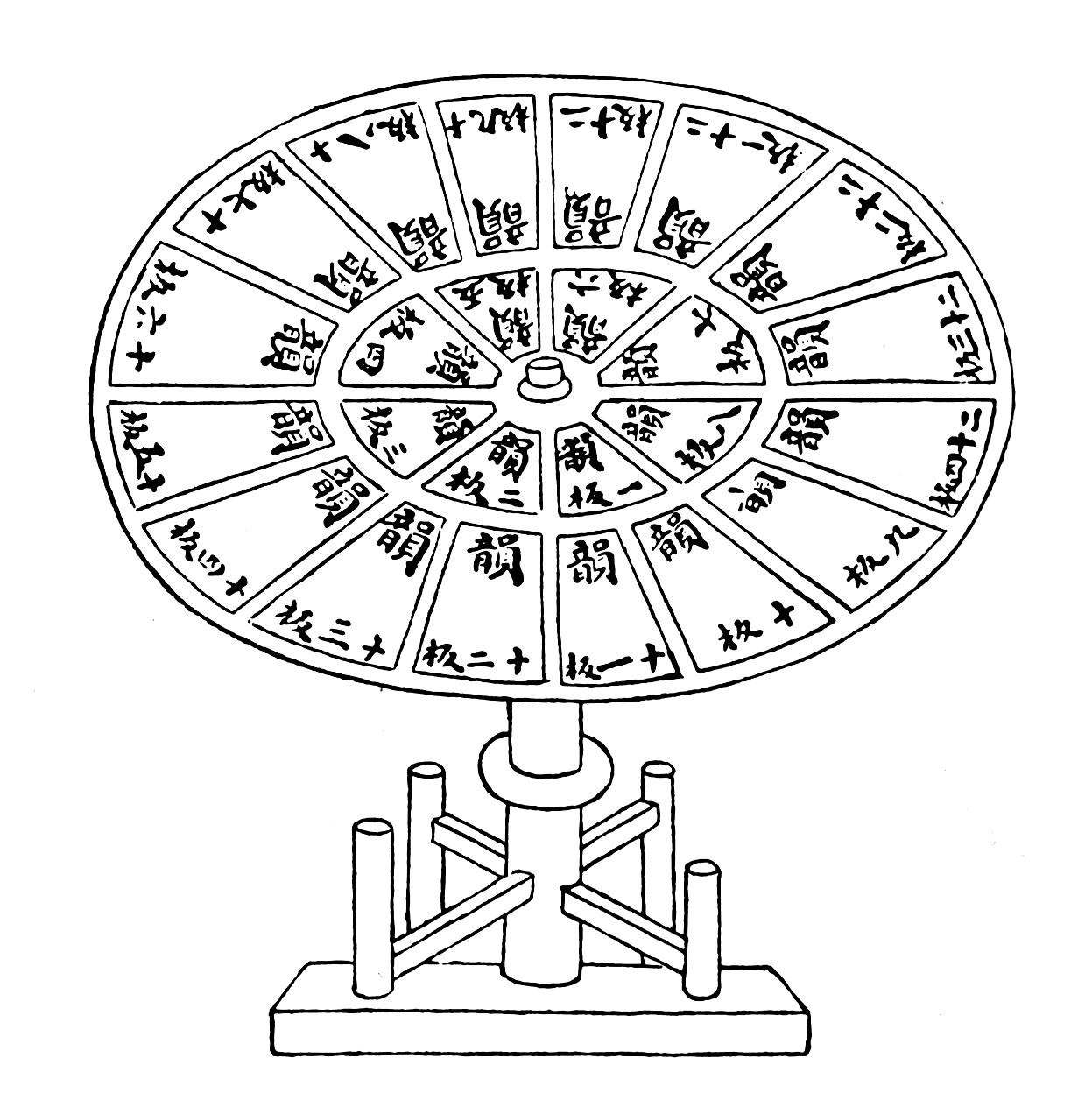
Una il·lustració de tipografia. Wang Zheng, Llibre d'agricultura, dinastia Yuan

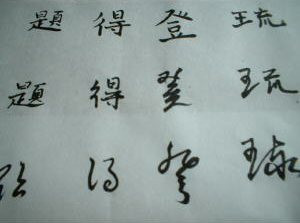
Diversos estils de cal·ligrafia xinesa

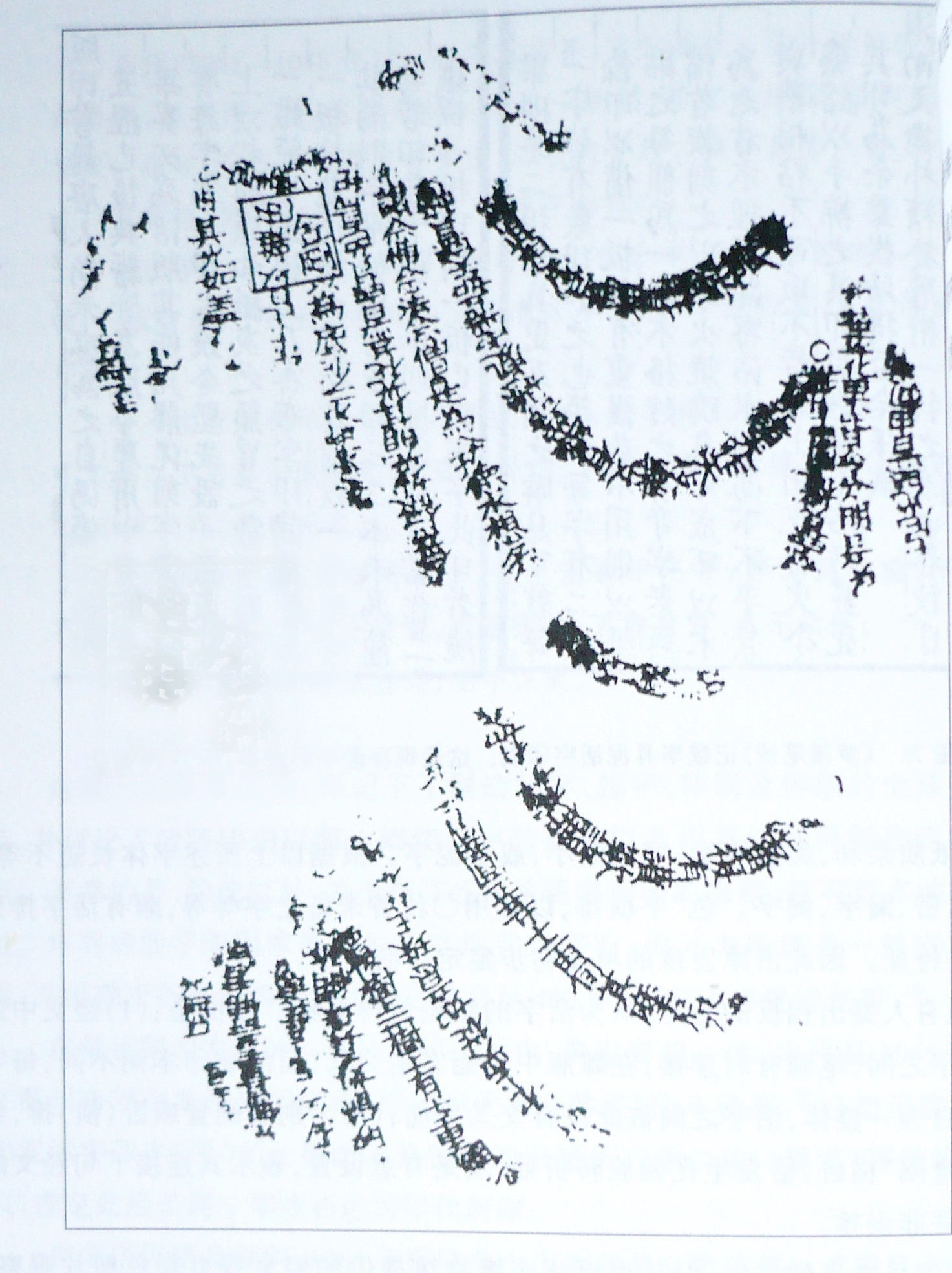
El primer full de tipografia de 1103 sobre Amitayurdhyana Sutra, dinastia Song del nord

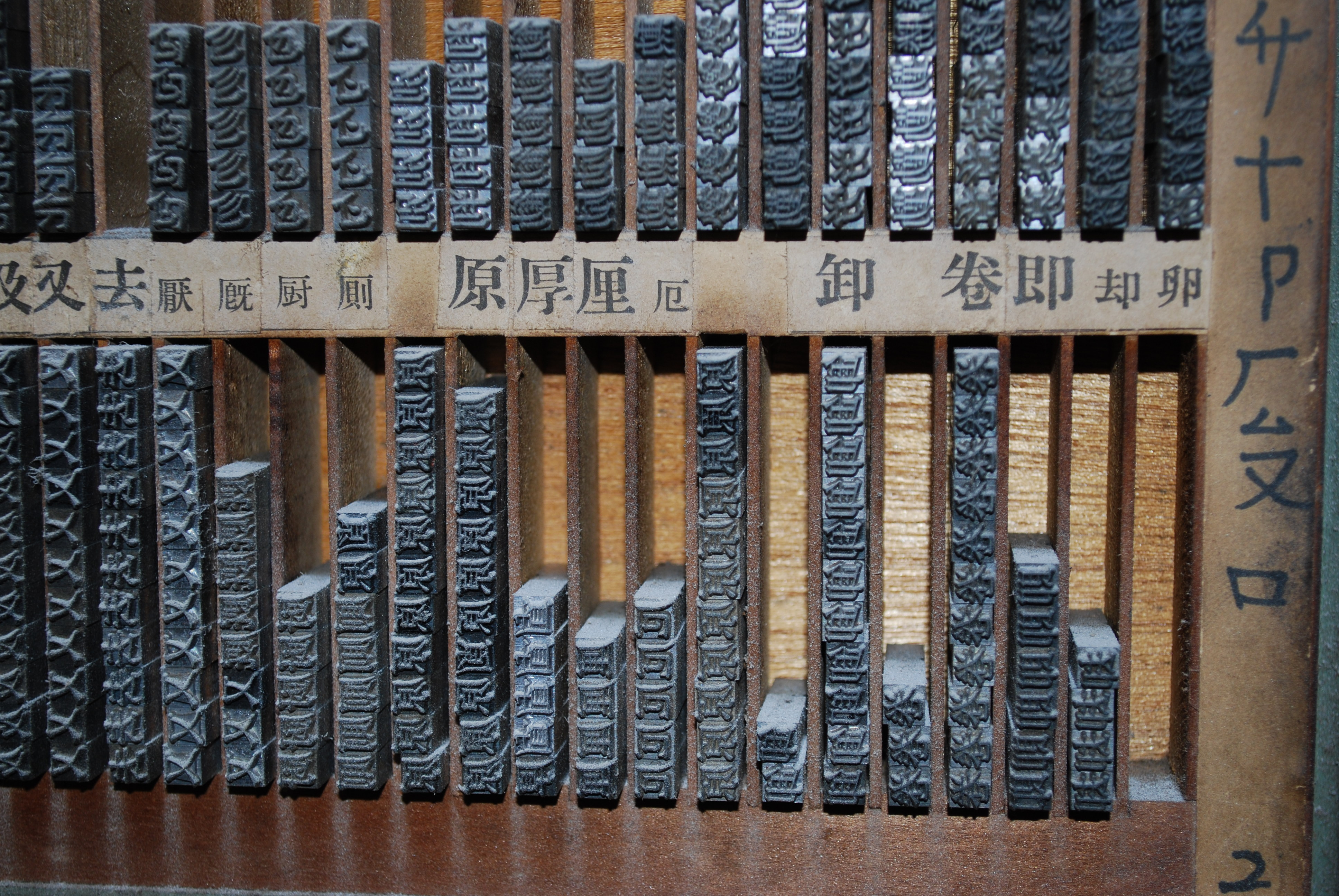
Tipografia al Japó

La primera escriptura registrada, jiǎgǔwén (甲骨文, 'llengua escrita en closques i ossos'), usava closques de tortuga i ossos d'animals com a suport epigràfic (en la seva majoria escàpules). S'han trobat closques amb inscripcions que formen el corpus significatiu més antic d'escriptura xinesa arcaica, possiblement amb origen dels símbols en ceràmica més antiga. Aquestes inscripcions contenien informació històrica i endevinatòria així com la genealogia reial completa de la dinastia Shang (1600 - 1046 aC) de la mateixa època.
L'escriptura va continuar el seu desenvolupament durant l'època de la dinastia Zhou. Com a conseqüència de la divisió política característica de la segona part d'aquesta època, els caràcters es van desenvolupar en formes i estils molt diversos; coexistiren moltes variants per a cada caràcter. L'estil d'escriptura d'aquesta època es coneix com a dàzhuànshū (大 篆书, 'escriptura de segell gran').
Amb la reunificació de la Xina sota el primer emperador Qin Shi Huang, una de les moltes mesures de normalització afectà precisament l'escriptura. Sota la supervisió del primer ministre Li Si es van recopilar llistes amb les formes normalitzades dels caràcters. Aquesta unificació del sistema d'escriptura donà lloc a l'estil de cal·ligrafia xiǎozhuànshū (小 篆书, 'escriptura de segell petit'), que utilitzava traços més angulosos i menys circulars que els de l'escriptura de segell gran antiga.
Durant la dinastia Han sorgirien altres estils de cal·ligrafia que s'han conservat fins als nostres dies. El lishu (隶书, 'escriptura administrativa'), el xingshu (行书, escriptura semicursiva, literalment 'errant'), i el cǎoshū (草书, escriptura cursiva, literalment 'd'herba').
L'últim estil cal·ligràfic que s'hi desenvolupà fou el kǎishū (楷书, 'escriptura regular'), que aconseguiria la forma actual durant la dinastia Wei del Nord. Aquest és l'estil principal avui dia, el que s'utilitza en diaris i llibres, així com en formats electrònics.

### Escriptura a la premsa i l'ordinador
La impressió xilogràfica en paper començà al segle VII. Aquesta tècnica suposa el naixement de nous estils de caràcters (la tipografia usada entre 1041 i 1048 per Bi Sheng tenia pocs caràcters perquè el cost de producció era elevat per a una llengua amb centenars de caràcters, tot i que s'usava per a imprimir bitllets en la mateixa època). En la dinastia Song del Nord, s'usava principalment l'escriptura regular d'Ouyang Xun (premses de Zhejiang), Yan Zhenqing (Sichuan), Liu Gongquan (Fujian), com els estils de caràcters en la premsa, i té el nom d'estil Song.
Considerant les limitacions tecnològiques d'aquest tipus de tipografia, els caràcters tenien una forma més plana en els traços horitzontals. Més tard van sorgir l'estil Song i l'estil Ming en la dinastia Ming. Aquest estil va ser el que s'introduí al Japó.
Amb el desenvolupament de la tecnologia informàtica, el nombre d'estils dels caràcters s'ha multiplicat. Per exemple, les versions de Microsoft Office de principis de segle XXI incorporen fins a 26 estils de caràcters diferents. Fora dels usos instrumentals, la cal·ligrafia xinesa segueix sent considerada com un art a l'Extrem Orient.
Hi ha algunes observacions que suggereixen que la perícia en el coneixement de l'escriptura xinesa està descendint entre els joves, a causa de l'ús d'ordinadors, ja que en general l'escriptura amb ordinador no requereix tant d'estudi, ni tan sols cal saber escriure correctament. L'HSK (examen del nivell de l'idioma han, 汉语 水平 考试) general per a estrangers no inclou examen d'escriptura ni examen oral.